# Willkommen bei den Hartmanns
Pour plus de détails, voir Fiche technique et Distribution.
Bienvenue aux Hartmanns (Willkommen bei den Hartmanns en allemand) est une comédie allemande écrite et réalisée par Simon Verhoeven (de). Elle est sortie le 3 novembre 2016 au cinéma et réalisa plus de 3,8 millions d’entrée en Allemagne.

## Synopsis
La famille Hartmann est composé de l’enseignante à la retraite Angelika ; son mari Richard, chef de service hospitalier; leur fille Sofie, 31 ans, étudiante en psychologie ; leur fils Philipp, avocat d'affaires prospères et divorcé ; et le fils de Philipp Basti qui a douze ans. Richard a des problèmes avec son âge – il refuse de prendre sa retraite et se laisse faire des injections par son ami chirurgien esthétique Dr. Sascha Heinrich pour effacer les rides. Angelika est critiquée par son mari pour sa trop grande bonté.
Dans un centre d’accueil pour réfugiés composés de conteneurs, Angelika remet des vêtements usagés et y rencontre son ancienne collègue Heike Broscher, qui y donne des cours d'allemand. Angelika prend par la suite la décision d'accueillir un réfugié. Lors d'un repas de famille, elle partage son idée à cette dernière. Richard et Philipp refusent d’abord l’idée catégoriquement, tandis Sofie soutien l’initiative de sa mère. Angelika a déjà un rendez-vous avec Bernd Bader, le directeur du centre. Richard décide de l’accompagner et c’est ainsi qu’après plusieurs séances avec différentes familles ils optent finalement pour Diallo, un Nigérian célibataire.
À l’hôpital Richard se montre lassé par son travail ; cela énerve à plusieurs reprises le jeune et ambitieux médecin Tarek Berger, ce qui conduit un jour à une querelle devant des collègues et des patients. Tarek dirige un groupe de jogging hebdomadaire au camp de réfugiés, auquel participe également Diallo. Richard et Tarek se connaissent depuis la fête d'anniversaire des neuf ans de Sofie lorsque Tarek, alors encore enfant, a détruit un vase cher aux yeux de Richard. Diallo, qui fait du jardinage et entretien la maison, a une très bonne relation avec la famille, en particulier avec Angelika. Cela ne l’empêche pas de ne pas comprendre certaines coutumes chez les Allemands, comme par exemple le fait que Sofie n'ait encore ni homme, ni enfants. Lorsque Basti tourne une vidéo de hip-hop au collège avec ses amis, Diallo agit en tant que superviseur. Basti donc pour l’occasion engagé des danseuses légèrement vêtues, ce qui conduit presque à son renvoi, que son père peut empêcher de justesse. En raison des mauvaises notes de son fils, Philipp propose à sa professeur que ce dernier réalise un exposé remarquable qui le sauverait du renvoi. Généralement, Philipp n'a pas de temps pour son fils, car il doit constamment voler à Shanghai, où il monte un dossier important pour sa carrière. Du fait d’être une nouvelle fois stressé par son vol et son travail, il refuse d’obtempérer à un contrôle douanier à l'aéroport et se retrouve en psychiatrie. Là, un syndrome d'épuisement professionnel est détecté chez lui et il ne peut quitter l'établissement qu'après avoir corrompu le psychiatre en chef. Basti réalise un exposé sur la question migratoire devant sa classe. Pour ce faire, il emmène Diallo, qui raconte comment il s'est enfui du groupe terroriste Boko Haram, qui a détruit son village et assassiné sa famille.
Pendant ce temps, l'excitée Heike organise une fête de bienvenue pour Diallo à la Villa des Hartmanns, pour laquelle elle a invité des membres d'un groupe africain et d'un cirque qui ramène un zèbre. La fête déraille très rapidement et la voisine appelle la police en raison du tapage nocturne, et signale que cette fête a été organisée pour le demandeur d'asile Diallo. Sofie est suivie par son admirateur Kurt, qui voit un terroriste potentiel en Diallo et décide de monter la garde avec des amis devant la maison des Hartmanns. Une bagarre éclate par la suite entre Diallo et Kurt. Lorsque la police appelée par la voisine arrive, Sofie fait évacuer Kurt en tant qu'envahisseur.
Diallo veut réunir les deux célibataires Sofie et Tarek, mais chacun lui répond qu'ils veulent trouver l’amour par eux-mêmes. Les deux se rencontrent finalement par hasard et tombent amoureux l'un de l'autre. Dans une boîte de nuit, les deux rencontrent Richard, qui « veut profiter de la vie » et fait connaissance avec les femmes présentées par Sascha Heinrich. Richard a entre-temps quitté le domicile familial après des différents avec Angelika. Diallo le rencontre sur un banc dans un parc et l'encourage à rentrer chez lui et retrouver Angelika. Diallo apprend par la suite de Bernd Bader que sa demande d'asile a été rejetée, mais qu'il a déjà fait appel pour lui, de sorte qu'il y a un procès. Basti appelle son père à Shanghai et l'incite de revenir pour défendre Diallo. Philipp refuse d'abord, mais laisse ensuite les négociations à son assistant et vient au tribunal juste avant que le juge lise le verdict. Dans un discours, il se bat pour Diallo et propose de regarder la vidéo de l'exposé de Basti sur son smartphone. Mais cela s'est déjà produit, car Basti avait eu la même idée ; le juge voulait de toute façon annoncer la reconnaissance d'asile de Diallo.
Richard revient au foyer familial, juste avant que Sofie présente son nouvel petit-ami Tarek. À ce moment-là, les manifestants radicaux de droite attaquent la maison avec des jets de pierres, après quoi Richard subit une crise cardiaque dont les premiers secours seront effectués par Tarek. Diallo a été pendant longtemps surveillé par des enquêteurs de l’Office fédéral de protection de la constitution à l'aide d'un drone. Ceux-ci évaluent mal la situation: ils pensent que Diallo vient de blesser mortellement Richard et font prendre d'assaut la maison par une unité du GIGN. Lorsque les responsables des opérations voient que Diallo se comporte de manière utile et non menaçante, l'action est interrompue.
Pour célébrer la reconnaissance d'asile de Diallo, les Hartmanns organisent une fête avec Diallo, Heike et Tarek.

## Fiche technique
- Titre : Willkommen bei den Hartmanns
- Réalisation : Simon Verhoeven
- Scénario : Simon Verhoeven
- Photographie : Jo Heim
- Montage : Denis Bachter
- Musique : Gary Go
- Pays d'origine :  Allemagne
- Langue originale : allemand
- Format : couleur
- Genre : comédie
- Durée : 116 minutes
- Dates de sortie :
  - Allemagne : 3 novembre 2016

## Anecdotes
À la suite de la sortie du film, le chanteur allemand Mark Forster réalise avec Kim Frank un clip vidéo pour sa chanson Chöre (de). Dans ce clip sont introduits entre les scènes où l’on voit le chanteur bouger et chanter des extraits du film, retraçant ainsi les moments les plus importants de ce dernier. Ce clip est aujourd’hui le clip le plus visionné de l’artiste avec plus de 101 millions de vues.